# Driebergen
Driebergen est une ancienne commune néerlandaise située dans la province d'Utrecht. Elle forme désormais un seul village avec Rijsenburg, du nom de Driebergen-Rijsenburg, intégré dans la commune d'Utrechtse Heuvelrug.
Depuis longtemps, Rijsenburg forme une enclave dans le territoire de Driebergen, mais pendant longtemps, les deux villages sont séparés administrativement. Le 1er mai 1931, Rijsenburg et Driebergen fusèrent ; mais depuis 1850 déjà, le maire de Driebergen était également maire de Rijsenburg. De 1812 à 1818, Rijsenburg faisait déjà partie de la commune de Driebergen. En 1857, Driebergen absorbe la petite commune de Sterkenburg.
Considéré désormais comme un seul village, Driebergen-Rijsenburg fait partie de la commune d'Utrechtse Heuvelrug depuis 2006.

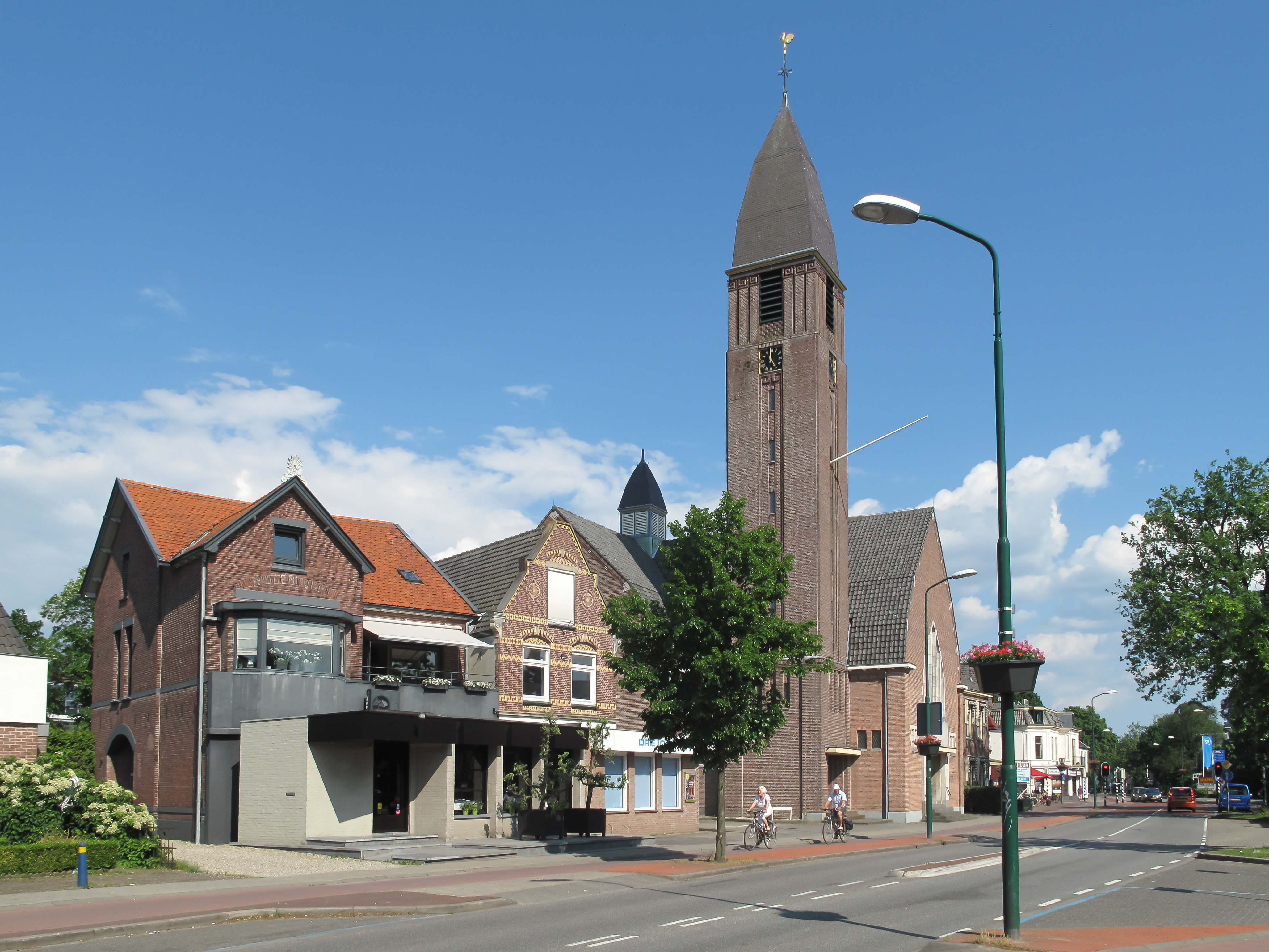
De Grote Kerk.